# 中国2010年上海世界博览会克罗地亚馆
中国2010年上海世界博览会克罗地亚馆是2010年上海世博会上代表克罗地亚的展馆，位于世博园区C片区。展馆主题为“多样的城市，多样的生活”，该馆新闻官赫尔曼·什皮策尔表示选择该主题，是为了突出克罗地亚多姿多彩的城市生活、文化及自然风景。展馆外观由红白两色组成，馆外的钢架子上插满了红白格相间的小旗。其内部主体是一个27米长的廊道，廊道两侧播放着一些反映克罗地亚民俗风情、居民生活的影片和一些历史图片。馆内纪念品商店出售的手工真丝领带和女士披肩都是该馆畅销的纪念品。